# Teorema de Rao-Blackwell
En estadística el teorema de Rao-Blackwell permite resolver la transformación de un estimador crudo arbitrario en uno optimizado mediante el criterio del error cuadrático medio u otro similar.
El teorema de Rao-Blackwell establece que si g(X) es cualquier tipo de estimador de un parámetro θ, la esperanza condicionada de g(X) por T(X), donde T es un estadístico suficiente, resulta un mejor estimador de θ, y nunca es erróneo. Algunas veces puede construirse fácilmente un estimador g(X) muy crudo, y entonces evaluar su esperanza para obtener un estimador que es óptimo en varios sentidos.
El teorema recibe su nombre de Calyampudi Radhakrishna Rao y David Blackwell.

## El teorema

### Versión del error cuadrático medio
Un caso del teorema de Rao–Blackwell dice que:
El error cuadrático medio del estimador de Rao–Blackwell no excede el del estimador original.
Es decir:
{\displaystyle \operatorname {E} ((\delta _{1}(X)-\theta )^{2})\leq \operatorname {E} ((\delta (X)-\theta )^{2}).\,\!}